# Хайнань-Тибетский автономный округ
Хайнань-Тибетский автономный округ (кит. упр. 海南藏族自治州, пиньинь Hǎinán Zàngzú Zìzhìzhōu, тиб. མཚོ་ལྷོ་བོད་རིགས་རང་སྐྱོང་ཁུལ་, Вайли: mtsho-lho bod-rigs rang-skyong-khul, тиб. пиньинь: Colho Poirig Ranggyong Kü) — автономный округ в провинции Цинхай, Китай. Власти автономного округа размещаются в уезде Гунхэ. Название «Хайнань» означает «к югу от озера Кукунор».

## География
Имеются обширные луга (около 80 % площади округа), остальные земли занимают леса, поля, болота, пустыни и ледники. Вокруг озера Кукунор обитают яки и дзерены Пржевальского. В болотах вокруг реки Хуанхэ зимуют лебеди.

## История
Во времена империи Хань в 60 году до н. э. в составе округа Цзиньчэн (金城郡) был образован уезд Хэгуань (河关县), занимавший территорию современного уезда Гуйдэ и восточную часть современного уезда Гунхэ. В 4 году был образован округ Сихай (西海郡), в состав которого вошли территории современных уездов Гунхэ и Синхай.
Впоследствии эти земли попали в состав государства Тогон, и в 540 году хан Куалюй основал на землях современного уезда Гунхэ свою столицу Фуси (伏俟城). После падения Тогона эти земли перешли под контроль тибетцев.
После монгольских завоеваний эти земли оказались в составе империи Юань, где в 1271 году была образована область Гуйдэ (贵德州), занимавшая территории современных уездов Гуйдэ и Гунхэ.
Во времена империи Мин в 1375 году в этих местах была размещена Гуйдэская охранная тысяча (归德守御千户所).
Во времена империи Цин после подавления мятежа хошутов в этих местах в 1724 году были созданы структуры для администрирования местного кочевого населения. В 1761 году написание «Гуйдэ» было официально изменено с 归德 на 贵德. В 1791 году был создан Гуйдэский комиссариат (贵德厅).
После Синьхайской революции Гуйдэский комиссариат был в 1913 году преобразован в уезд. Впоследствии властями Китайской республики были созданы уезды Гунхэ, Тундэ и Синхай.
В июле 1953 года из части территорий уездов Гуйдэ и Тундэ был создан уезд Гуйнань.
6 декабря 1953 года был создан Хайнань-Тибетский автономный район (海南藏族自治区). 5 июня 1955 года он был преобразован в Хайнань-Тибетский автономный округ.
В 1959 году уезд Тундэ был передан в состав Голог-Тибетского автономного округа, а уезд Мадё перешёл из Голог-Тибетского автономного округа в состав Хайнань-Тибетского автономного округа, но в 1962 году эти уезды были возвращены в прежние автономные округа.
В 1979 году в связи со строительством Лунъянсяской ГЭС на части территории автономного округа была образована отдельная административная единица — Лунъянсяский административный комитет (龙羊峡行政委员会), но в 2002 году он был расформирован.

## Население
По состоянию на 2019 год, в округе проживало 478 тыс. человек.
Национальный состав (2018)
| Народ   | Численность | Доля   |
| ------- | ----------- | ------ |
| Тибетцы | 326 600     | 68,3 % |
| Ханьцы  | 129 000     | 21,5 % |
| Хуэйцзу | 37 100      | 7,8 %  |
| Ту      | 5 700       | 1,2 %  |
| Монголы | 3 700       | 0,8 %  |
| Салары  | 1 300       | 0,3 %  |

## Административно-территориальное деление
Хайнань-Тибетский автономный округ делится на 5 уездов:
| Карта | Карта  | Карта    | Карта     | Карта        | Карта          | Карта            | Карта             | Карта         | Карта            |
| ----- | ------ | -------- | --------- | ------------ | -------------- | ---------------- | ----------------- | ------------- | ---------------- |
|       |        |          |           |              |                |                  |                   |               |                  |
| №     | Статус | Название | Иероглифы | Пиньинь      | Тибетский язык | Вайли            | Тибетский пиньинь | Площадь (км²) | Население (2010) |
| 1     | Уезд   | Гунхэ    | 共和县    | Gònghé xiàn  | གསེར་ཆེན་རྫོང་     | gser chen rdzong | Gêrqên Zong       | 16050         | 130 000          |
| 2     | Уезд   | Тундэ    | 同德县    | Tóngdé xiàn  | འབའ་རྫོང་        | 'ba' rdzong      | Pa Zong           | 6494          | 60 000           |
| 3     | Уезд   | Гуйдэ    | 贵德县    | Guìdé xiàn   | ཁྲི་ཀ་རྫོང་        | thri ka rdzong   | Triga Zong        | 3600          | 110 000          |
| 4     | Уезд   | Синхай   | 兴海县    | Xīnghǎi xiàn | བྲག་དཀར་རྫོང་     | brag dkar rdzong | Zhag’gar Zong     | 13158         | 70 000           |
| 5     | Уезд   | Гуйнань  | 贵南县    | Guìnán xiàn  | མང་རྫོང་         | mang rdzong      | Mang Zong         | 6593          | 80 000           |

## Экономика

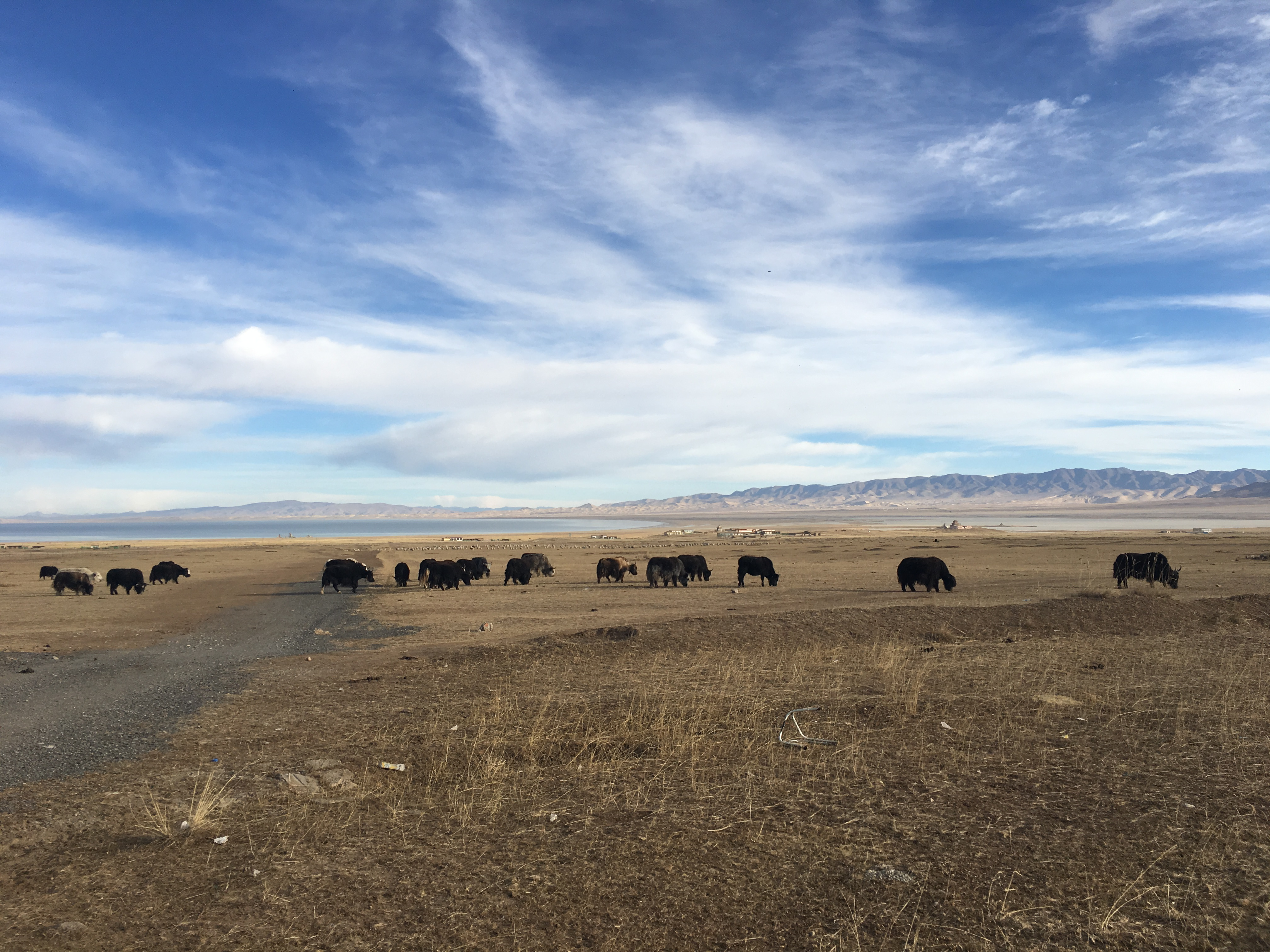
Пастбище

Развиты гидроэнергетика (ГЭС Лунъянся в уезде Гунхэ, ГЭС Ласива в уезде Гуйдэ и ГЭС Янцюй в уезде Синхай), солнечная и ветряная энергетика, пастбищное животноводство (овцы), пищевая промышленность и туризм. Важное значение имеет экспорт «зелёной» электроэнергии из округа в провинцию Хэнань. Имеются народные промыслы, в том числе тибетская вышивка в уезде Гуйнань.
В долине Хуанхэ сельское хозяйство специализируется на выращивании пшеницы, ячменя, овса, гороха, фасоли, картофеля, груш, яблок и масличных культур.
В пустыне Гоби построен фотоэлектрический парк «Талатань» площадью более 600 км². В 2022 году парк выработал 21,26 млрд кВт*ч «зеленой» электроэнергии. К 2023 году общая установленная мощность возобновляемых источников энергии в парке достигла 14,78 млн кВт.
По итогам 2022 года Хайнань-Тибетский АО принял 5,99 млн туристов и заработал на туризме 2,2 млрд юаней (306,68 млн долл. США). По состоянию на 2023 год установленная мощность электростанций на основе возобновляемых источников энергии в Хайнань-Тибетском АО составляла 20,94 кВт.

## Транспорт

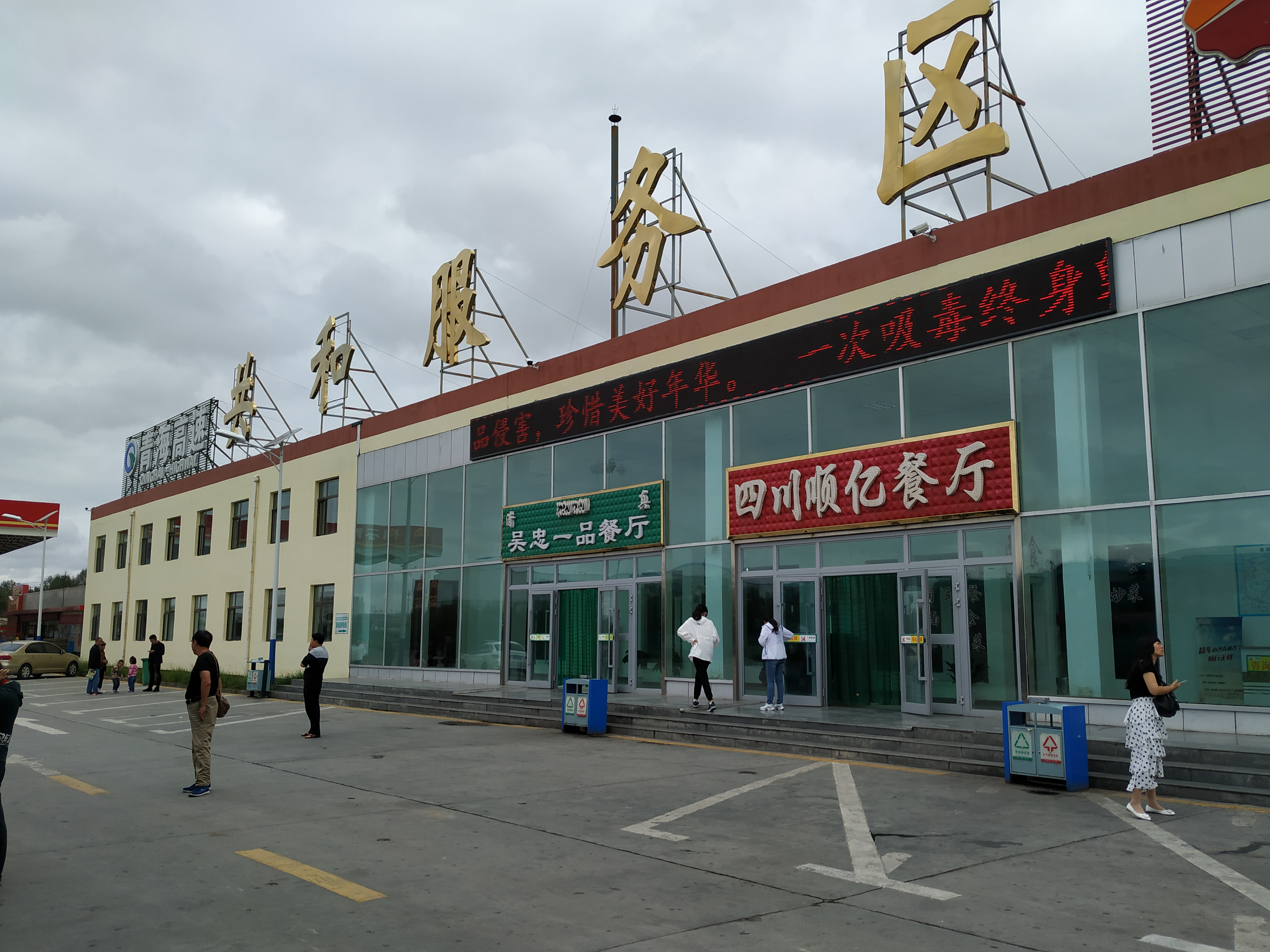
Автостанция в Гунхэ

Через территорию округа проходит автомагистраль Годао 214 (Синин — Цзинхун). Имеется небольшой аэропорт в уезде Гуйдэ.

## Спорт
В уезде Гуйдэ проводятся Международные соревнования по зимнему заплыву через реку Хуанхэ.